# Rolf Daniel Vikstøl
Rolf Daniel Vikstøl (Kristiansand, 22 febbraio 1989) è un ex calciatore norvegese, di ruolo difensore.

## Carriera

### Club
Vikstøl ha debuttato ufficialmente per lo Start in data 14 giugno 2007: è subentrato infatti a Stefan Bärlin nel successo per 0-5 in casa del Vard Haugesund, in una sfida valida per l'edizione stagionale del Norgesmesterskapet. Il 16 maggio 2008 ha debuttato in campionato per lo Start, ma non ha giocato nella massima divisione perché la formazione era appena retrocessa in 1. divisjon: ha giocato da titolare nella vittoria per 2-0 sul Kongsvinger. Al termine della stagione, la squadra ha conquistato la promozione nell'Eliteserien.
Il 1º agosto 2009 ha debuttato in questa divisione: ha sostituito Branislav Miličević nella sconfitta per 8-1 in casa del Molde. Il 13 settembre ha siglato la prima rete della carriera in gare ufficiali, permettendo allo Start di raggiungere il pareggio per 1-1 in casa del Bodø/Glimt, nei minuti finali dell'incontro. Il suo spazio è aumentato  nel corso degli anni, tutti passati nell'Eliteserien fin al termine del campionato 2011, che si è chiuso con la retrocessione dello Start. Nella stagione seguente è arrivata l'immediata promozione. Il 16 aprile 2014, ha rinnovato il contratto che lo legava al club fino al 31 dicembre 2016.
Il 16 settembre 2015, dopo l'avvento di Bård Borgersen come allenatore, è stato scelto come nuovo capitano della squadra. Il 2 marzo 2016, il nuovo tecnico Steinar Pedersen lo ha confermato nel ruolo di capitano. Il 26 settembre seguente, a seguito della sconfitta per 2-0 arrivata sul campo del Viking, il suo Start è matematicamente retrocesso in 1. divisjon, con quattro giornate d'anticipo sulla fine del campionato. Il 28 ottobre ha rinnovato il contratto che lo legava al club fino al 31 dicembre 2018.
Al termine del campionato 2017, lo Start si è guadagnato la promozione in Eliteserien.
Il 14 marzo 2018, Vikstøl è passato ufficialmente al Viking, a cui si è legato con un contratto biennale.
Il 21 marzo 2023 è tornato allo Start, firmando un contratto annuale. Alla fine della stagione, ha lasciato il calcio professionistico.

## Statistiche

### Presenze e reti nei club
Statistiche aggiornate al 9 febbraio 2024.
| Stagione      | Club          | Campionato    | Campionato | Campionato | Coppe nazionali | Coppe nazionali | Coppe nazionali | Coppe continentali | Coppe continentali | Coppe continentali | Supercoppe | Supercoppe | Supercoppe | Totale | Totale |
| Stagione      | Club          | Comp          | Pres       | Reti       | Comp            | Pres            | Reti            | Comp               | Pres               | Reti               | Comp       | Pres       | Reti       | Pres   | Reti   |
| ------------- | ------------- | ------------- | ---------- | ---------- | --------------- | --------------- | --------------- | ------------------ | ------------------ | ------------------ | ---------- | ---------- | ---------- | ------ | ------ |
| 2007          | Start         | ES            | 0          | 0          | CN              | 1               | 0               | -                  | -                  | -                  | -          | -          | -          | 1      | 0      |
| 2008          | Start         | 1D            | 7          | 0          | CN              | ?               | ?               | -                  | -                  | -                  | -          | -          | -          | ?      | ?      |
| 2009          | Start         | ES            | 7          | 1          | CN              | 3               | 0               | -                  | -                  | -                  | -          | -          | -          | 10     | 1      |
| 2010          | Start         | ES            | 26         | 3          | CN              | 5               | 0               | -                  | -                  | -                  | -          | -          | -          | 31     | 3      |
| 2011          | Start         | ES            | 28         | 1          | CN              | 5               | 0               | -                  | -                  | -                  | -          | -          | -          | 33     | 1      |
| 2012          | Start         | 1D            | 28         | 1          | CN              | 4               | 1               | -                  | -                  | -                  | -          | -          | -          | 32     | 2      |
| 2013          | Start         | ES            | 28         | 3          | CN              | 5               | 0               | -                  | -                  | -                  | -          | -          | -          | 33     | 3      |
| 2014          | Start         | ES            | 27         | 2          | CN              | 3               | 0               | -                  | -                  | -                  | -          | -          | -          | 30     | 2      |
| 2015          | Start         | ES            | 26+1       | 3+0        | CN              | 1               | 0               | -                  | -                  | -                  | -          | -          | -          | 28     | 3      |
| 2016          | Start         | ES            | 21         | 0          | CN              | 3               | 1               | -                  | -                  | -                  | -          | -          | -          | 24     | 1      |
| 2017          | Start         | 1D            | 19         | 0          | CN              | 1               | 0               | -                  | -                  | -                  | -          | -          | -          | 20     | 0      |
| 2018          | Viking        | 1D            | 17         | 1          | CN              | 0               | 0               | -                  | -                  | -                  | -          | -          | -          | 17     | 1      |
| 2019          | Viking        | ES            | 16         | 1          | CN              | 4               | 1               | -                  | -                  | -                  | -          | -          | -          | 20     | 2      |
| 2020          | Viking        | ES            | 18         | 1          | -               | -               | -               | UEL                | 1                  | 0                  | -          | -          | -          | 19     | 1      |
| 2021          | Viking        | ES            | 22         | 1          | CN              | 4               | 1               | -                  | -                  | -                  | -          | -          | -          | 26     | 2      |
| 2022          | Viking        | ES            | 12         | 1          | CN              | 2               | 0               | -                  | -                  | -                  | -          | -          | -          | 14     | 1      |
| Totale Viking | Totale Viking | Totale Viking | 85         | 5          |                 | 10              | 2               |                    | 1                  | 0                  |            | -          | -          | 96     | 7      |
| 2023          | Start         | 1D            | 17         | 0          | CN              | 3               | 0               | -                  | -                  | -                  | -          | -          | -          | 20     | 0      |
| Totale Start  | Totale Start  | Totale Start  | 234+1      | 14+0       |                 | ?               | ?               |                    | -                  | -                  |            | -          | -          | ?      | ?      |
| Totale        | Totale        | Totale        | 319+1      | 19+0       |                 | ?               | ?               |                    | 1                  | 0                  |            | -          | -          | ?      | ?      |

## Palmarès

### Club

#### Competizioni giovanili
- Norgesmesterskapet G19: 2

Start: 2006, 2007

#### Competizioni nazionali
- Coppa di Norvegia: 1

Viking: 2019